# 疣肋曲柄藓
疣肋曲柄藓（学名：Campylopus schwarzii）为曲尾藓科曲柄藓属下的一个种。

## 扩展阅读
- 維基物種上的相關：疣肋曲柄藓